# ملانی مارتینز
ملانی ادل مارتینز (به انگلیسی: Melanie Adele Martinez؛ زادهٔ ۲۸ آوریل ۱۹۹۵) خواننده و ترانه‌سرای آمریکایی است. وی در آستوریا، کویینز زاده شده‌است و در جزیرهٔ لانگ آیلند در بالدوین، نیویورک بزرگ شده‌است. مارتینز در برنامهٔ تلویزیونی آوا به شهرت رسید اما در هفتهٔ پنجم از مسابقه حذف شد که این اتفاق او را به سمت مستقل شدن هدایت کرد. در سال ۲۰۱۴ اولین کار مستقل خود خانه عروسکی را در قالب یک آلبوم چندآهنگه منتشر کرد که شامل تک‌آهنگ‌های «خانه عروسکی» و «چرخ فلک» بود که از آن در تریلر سریال تلویزیونی داستان ترسناک آمریکایی: نمایش عجایب استفاده شد. در سال ۲۰۱۵ مارتینز آلبوم مفهومی خود را به نام گریه کن بچه که شامل تک‌آهنگ‌هایی مانند «مهمانی ترحم‌انگیز» بود منتشر کرد. او همچنین دومین آلبوم استودیوی خود را با نام کا-۱۲ با فیلمی به همین نام در سپتامبر ۲۰۱۹ منتشر کرد. او همچنین مینی‌آلبوم خود را به نام بعد از مدرسه در سپتامبر سال ۲۰۲۰ منتشر کرد.

## اوایل زندگی
مارتینز از والدین اهل جمهوری دومینیکن و پورتوریکو در آستوریا، کویینز، ایالات نیویورک زاده شد. هنگامی که مارتینز چهار سال داشت والدین وی به بالدوین، نیویورک در لانگ آیلند مهاجرت کردند. وی در هنگام بزرگ‌شدن به ترانه‌های خوانندگانی چون برندی نروود، بریتنی اسپیرز، شکیرا، بیتلز، توپاک شکور، نوتوریوس بی. آی. جی و کریستینا آگیلرا گوش می‌کرد و می‌خواست که از سن نوجوانی یک خواننده باشد.

## جنجال

### اتهام به آزار و تجاوز جنسی
تیموتی هلر کسی که با مارتینز سابقه دوستی داشته‌است، در ۴ دسامبر ۲۰۱۷، از طریق حساب توییتر خود اعلام کرد که مارتینز او را مورد آزار جنسی قرار داده و به او تجاوز جنسی کرده‌است. روز بعد مارتینز در واکنش به اتهامات هلر در یک توییت برای او نوشت «وحشت‌زده و متأثر شده‌است». هلر هرگز در واکنش به مارتینز چیزی نگفت. مارتینز ترانه پیگی‌بک را در پاسخ به اتهامات هلر در ساوندکلاود منتشر کرد. و در نهایت تیموتی هلر با انتشار استوری اینستاگرام در سال ۲۰۲۰ بخاطر انتشار این اتهامات از ملانی مارتینز و طرفدارانش عذرخواهی کرد.

## آلبوم‌شناسی
- خانه عروسکی (۲۰۱۴)
- بچه گریون (۲۰۱۵)
- کا-۱۲ (۲۰۱۹)
- بعد از مدرسه (۲۰۲۰)
- دریچه‌ها (۲۰۲۳)

## تورها
- تور خانهٔ عروسکی (۲۰۱۵–۲۰۱۴)
- تور بچه گریون (۲۰۱۷–۲۰۱۵)
- تور کا-۱۲ (۲۰۲۰–۲۰۱۹)
- تور دریچه‌ها (۲۰۲۳–۲۰۲۴)
- تور سه‌گانه (۲۰۲۴)